# HOME+
Shoppy 寬樂買是由香港寬頻旗下一個香港網上購物平臺，前名HOME+，成立於2023年3月。

## 歷史
2020年，香港寬頻聯同電視廣播有限公司及鴻福堂成立HomePlus HK（HOME+母公司）。香港寬頻、電視廣播有限公司及鴻福堂分別持有HomePlus HK 50%、40%及10%股權。2021年，香港寬頻成立新控股公司HomePlus Holding，與HomePlus HK合併，並引入大昌行作為新股東。香港寬頻、大昌行、電視廣播有限公司及鴻福堂分別持有HomePlus Holding 40%、40%、10%及10%股權。2022年，HomePlus Holding引入嘉里物流作為新股東，在其他股東增資後，香港寬頻維持最大股東地位，持股約43.3%，大昌行、嘉里物流、電視廣播有限公司及鴻福堂分別持股40%、10%、3.3%及3.3%。2023年1月，公司宣佈將於中止網購業務，所有會員會籍及帳戶將於3月3日中止。
2023年3月，HOME+終止業務，香港寬頻並重開新網上購物平台「Shoppy 寬樂買」。

## 外部連結
- Shoppy 寬樂買 （页面存档备份，存于）